# Cobian Backup
Cobian Backup – darmowy, wspierany dotacjami użytkowników program wykonujący  kopie bezpieczeństwa przeznaczony dla systemów z rodziny Windows. Został napisany w Delphi przez Luisa Cobiana z Uniwersytetu Umeå.

## Historia
Cobian Backup został pierwotnie wydany w 2000 roku. Program został później przepisany i wydany jako wersja 7.
Kolejna odsłona programu (wersja 8) została wydana w roku 2006. Jej kod źródłowy został udostępniony w styczniu 2007 roku, na warunkach licencji Mozilla Public License. Jednakże, wraz z wersją 9, autor Cobian Backup postanowił powrócić do modelu opartego na zamkniętym kodzie źródłowym. Starsze wersje pozostaną Open Source, gdyż programy wydane na licencji Mozilla Public License nie mogą zostać wycofane.

## Możliwości
Cobian Backup wspiera Unicode, FTP, kompresję (ZIP, SQX, 7z), szyfrowanie (między innymi Blowfish, Rijndael, DES, RSA-Rijndael), tworzenie kopii przyrostowych i różnicowych. Obsługuje długie nazwy plików (do 32 tys. znaków) dla wszystkich formatów kopii poza ZIP (który obsługuje jedynie 256 znaków). Oprogramowanie może zostać zainstalowane jako aplikacja lub usługa działająca w tle. Wielojęzyczność programu jest zapewniona dzięki plikom językowym nadsyłanym przez użytkowników programu (istnieje także polska wersja językowa).
Program pozwala użytkownikowi na skonfigurowanie harmonogramu kopii zapasowych, na przykład kopii różnicowej każdej nocy (która będzie zawierać pliki zmodyfikowane względem poprzedniej pełnej kopii) i pełnej kopii raz w tygodniu (zabezpieczającej wszystkie pliki wskazane przez użytkownika).
Kopie mogą zostać zapisane na CD, DVD, pamięci przenośnej USB, innym dysku twardym itd.  Użytkownicy powinni tworzyć swoje kopie na osobnych nośnikach pamięci, najlepiej umieszczonych w innym miejscu niż komputer, z którego pochodzą dane. Jest to przydatne np. w wypadku kradzieży, spalenia lub innego uszkodzenia komputera. Kopiowanie plików na ten sam nośnik, z którego pochodzą ich oryginały, zapewnia jedynie minimalną ochronę (np. przed ich przypadkowym skasowaniem).